# Rieux (Marne)
Pour les articles homonymes, voir Rieux.
Rieux est une commune française, située dans le département de la Marne en région Grand Est.

## Géographie

### Localisation

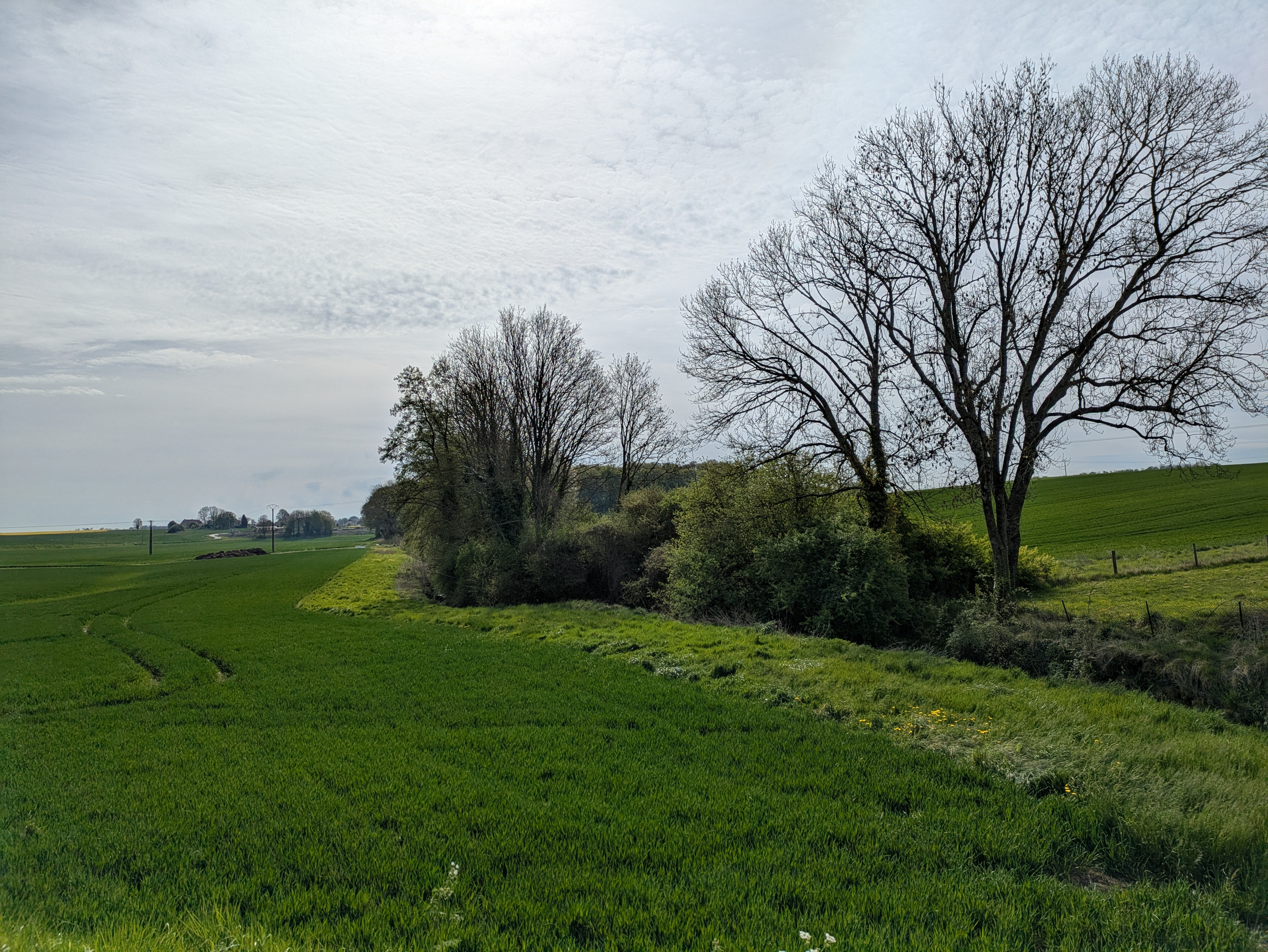
Le ru de Vinet, en direction de l'écart les Chanots.

Rieux se trouve au sud-ouest du département de la Marne en région Grand Est, à la limite avec le département de l'Aisne et non loin du point de rencontre des trois départements de la Marne, l'Aisne et la Seine-et-Marne. Rieux appartient à la région agricole de la Brie champenoise.
La commune s'étend sur une superficie de 1 156 hectares. Sur son territoire, l'altitude varie de 124 à 213 mètres. Le relief est marqué par le plateau briard, entamé au nord-ouest de la commune par un vallon formé par le ru de Vinet, affluent du Petit Morin. Le point culminant de la commune se trouve au sud, près du hameau de Villeperdue.
Par la route, Rieux se situe à 68 km de Châlons-en-Champagne, préfecture, à 47 km d'Épernay, sous-préfecture, et à 27 km de Sézanne, bureau centralisateur du canton de Sézanne-Brie et Champagne dont dépend Rieux depuis 2015. La commune fait en outre partie du bassin de vie de Montmirail, commune distante de 4,5 km par la route.
Rieux est limitrophe de 5 communes :
| Dhuys-et-Morin-en-Brie (Cne deléguée de La Celle-sous-Montmirail) |         | Mécringes |
| Montenils                                                         | Rieux   |           |
|                                                                   | Tréfols | Morsains  |

### Hydrographie

#### Réseau hydrographique
La commune est dans la région hydrographique « la Seine de sa source au confluent de l'Oise (exclu) » au sein du bassin Seine-Normandie. Elle est drainée par le ru de Vinet, le cours d'eau 01 de la Haie de Provins, le fossé 01 de Chénézard, le fossé 01 de Molincourt et le fossé 03 du Moncet,.

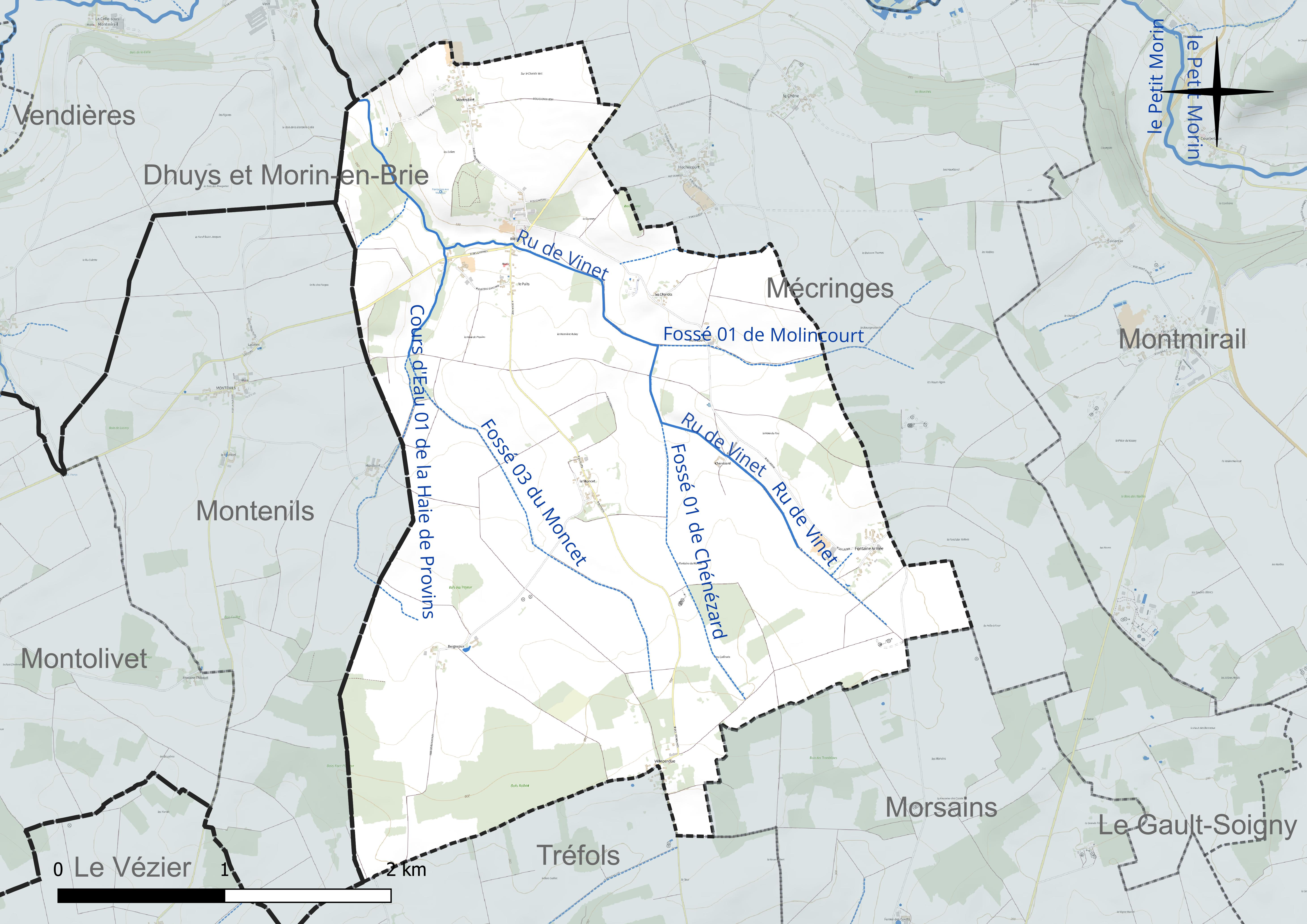
Réseau hydrographique de Rieux.

#### Gestion et qualité des eaux
Le territoire communal est couvert par le schéma d'aménagement et de gestion des eaux (SAGE) « Petit et Grand Morin ». Ce document de planification concerne le territoire des bassins versants du Petit Morin (630 km2) et du Grand Morin (1 185 km2) et se répartit sur trois départements (la Marne, l'Aisne et la Seine-et-Marne). Il a été approuvé le 21 octobre 2016. La structure porteuse de l'élaboration et de la mise en œuvre est le Syndicat mixte d'aménagement et de gestion des eaux (SMAGE) - EPAGE. 
La qualité des cours d’eau peut être consultée sur un site dédié géré par les agences de l’eau et l’Agence française pour la biodiversité. 

### Climat
Pour des articles plus généraux, voir Climat du Grand Est et Climat de la Marne.

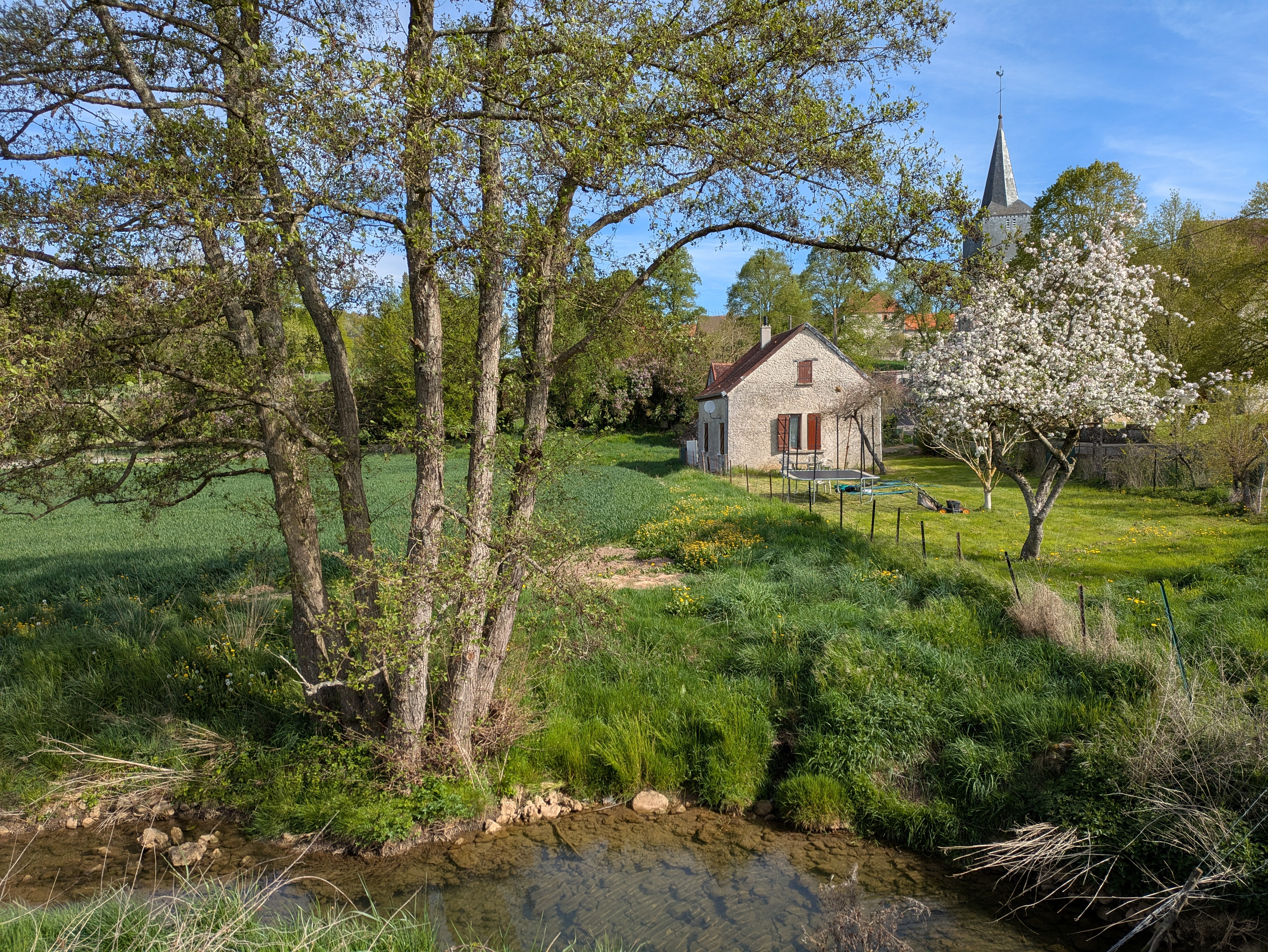
Le ru de Vinet, devant l'église Saint-Laurent, au printemps.

En 2010, le climat de la commune est de type climat océanique dégradé des plaines du Centre et du Nord, selon une étude du Centre national de la recherche scientifique s'appuyant sur une série de données couvrant la période 1971-2000. En 2020, Météo-France publie une typologie des climats de la France métropolitaine dans laquelle la commune est exposée à un climat océanique altéré et est dans la région climatique  Nord-est du bassin Parisien, caractérisée par un ensoleillement médiocre, une pluviométrie moyenne régulièrement répartie au cours de l’année et un hiver froid (3 °C). 
Pour la période 1971-2000, la température annuelle moyenne est de 10,4 °C, avec une amplitude thermique annuelle de 15,4 °C. Le cumul annuel moyen de précipitations est de 744 mm, avec 12 jours de précipitations en janvier et 8,2 jours en juillet. Pour la période 1991-2020, la température moyenne annuelle observée sur la station météorologique de Météo-France la plus proche, « Esternay-Man », sur la commune d'Esternay à 14 km à vol d'oiseau, est de 10,9 °C et le cumul annuel moyen de précipitations est de 780,5 mm. 
La température maximale relevée sur cette station est de 42,5 °C, atteinte le 25 juillet 2019 ; la température minimale est de −25 °C, atteinte le 14 février 1956,,. 
Les paramètres climatiques de la commune ont été estimés pour le milieu du siècle (2041-2070) selon différents scénarios d'émission de gaz à effet de serre à partir des nouvelles projections climatiques de référence DRIAS-2020. Ils sont consultables sur un site dédié publié par Météo-France en novembre 2022.

### Milieux naturels et biodiversité
L'Inventaire national du patrimoine naturel (INPN) recense 303 espèces sur le territoire de la commune, dont 47 espèces protégées et 15 espèces menacées.
Rieux ne compte aucune zone naturelle d'intérêt écologique, faunistique et floristique (ZNIEFF) ou autre espace naturel protégé sur son territoire.

## Urbanisme

### Typologie
Au 1er janvier 2024, Rieux est catégorisée commune rurale à habitat très dispersé, selon la nouvelle grille communale de densité à sept niveaux définie par l'Insee en 2022.
Elle est située hors unité urbaine. Par ailleurs la commune fait partie de l'aire d'attraction de Montmirail, dont elle est une commune de la couronne,. Cette aire, qui regroupe 19 communes, est catégorisée dans les aires de moins de 50 000 habitants,.

### Occupation des sols
L'occupation des sols de la commune, telle qu'elle ressort de la base de données européenne d’occupation biophysique des sols Corine Land Cover (CLC), est marquée par l'importance des territoires agricoles (88,8 % en 2018), une proportion identique à celle de 1990 (88,8 %). La répartition détaillée en 2018 est la suivante : terres arables (84,2 %), forêts (11,2 %) et prairies (4,6 %).
L'évolution de l’occupation des sols de la commune et de ses infrastructures peut être observée sur les différentes représentations cartographiques du territoire : la carte de Cassini (XVIIIe siècle), la carte d'état-major (1820-1866) et les cartes ou photos aériennes de l'IGN pour la période actuelle (1950 à aujourd'hui).

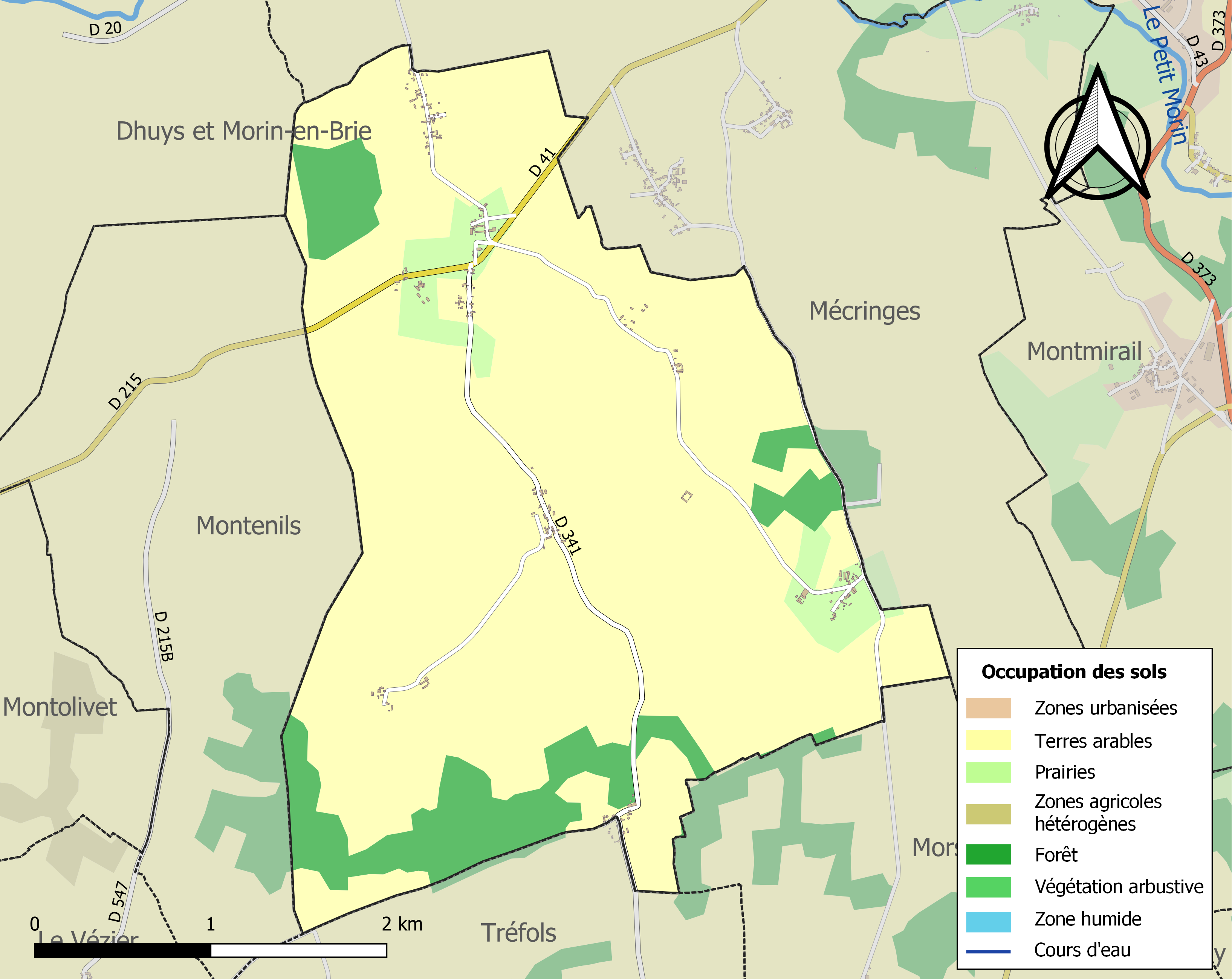
Carte des infrastructures et de l'occupation des sols de la commune en 2018 (CLC).

### Hameaux et écarts

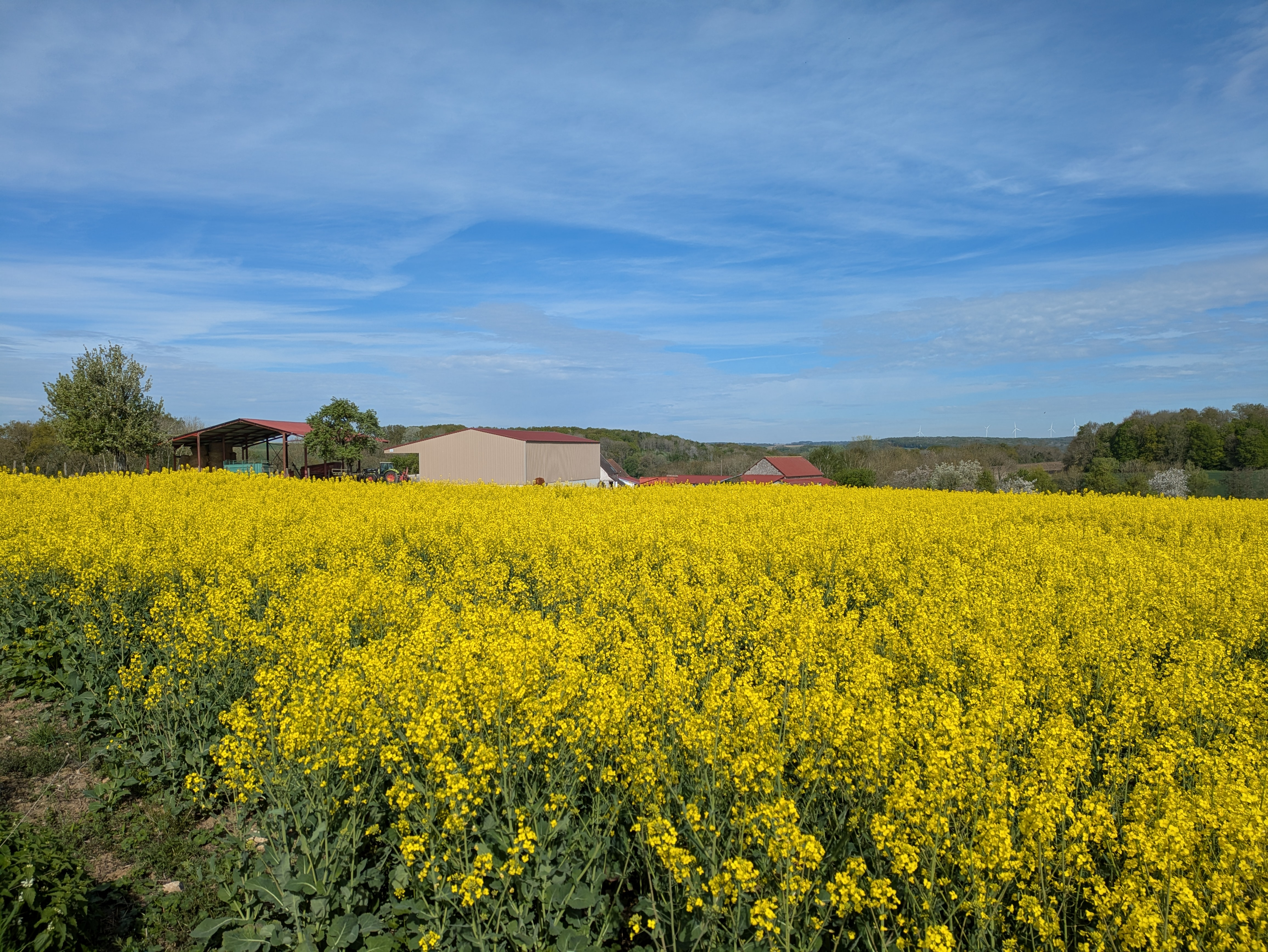
La hameau de Lava, entouré de champs de colza.

Rieux compte de nombreux hameaux et écarts : Beigneaux, les Chanots, Chénézard, Fontaine-Armée, Lava, Molincourt, le Moncet, Montrobert, le Puits et Villeperdue.

### Habitat et logement
En 2021, Rieux compte 95 logements. Ces logements sont à 99 % des maisons ; la commune ne comptant qu'un seul appartement. En raison de la prévalence des maisons, les résidences principales de Rieux disposent en moyenne de 4,7 pièces.
Le tableau ci-dessous présente une comparaison de quelques indicateurs chiffrés du logement pour Rieux, la communauté de communes de la Brie champenoise (CCBC), le département de la Marne et la France entière : 
|                                                            | Rieux | CCBC  | Marne   | France     |
| ---------------------------------------------------------- | ----- | ----- | ------- | ---------- |
| Ensemble des logements                                     | 95    | 4 109 | 300 919 | 37 155 918 |
| Part des résidences principales (en %)                     | 77,7  | 80,9  | 87,5    | 82,2       |
| Part des résidences secondaires (en %)                     | 12,7  | 9,3   | 3,4     | 9,7        |
| Part des logements vacants (en %)                          | 9,5   | 9,8   | 9,1     | 8,1        |
| Part des propriétaires de leur résidence principale (en %) | 83,8  | 69,2  | 52,2    | 57,5       |

À Rieux, 77,7 % des logements sont des résidences principales, 12,7 % des résidences secondaires et 9,5 % des logements vacants. Par ailleurs, 83,8 % des ménages sont propriétaires de leur résidence principale. Rieux se démarque ainsi par un nombre supérieur à la moyenne de résidences secondaires et de ménages propriétaires de leur résidence principale.
Parmi les 74 résidences principales construites avant 2019, 54,1 % avaient été construites avant 1945, 13,5 % entre 1946 et 1970, 13,5 % entre 1971 et 1990, 4,1 % entre 1991 et 2005 et 14,9 % depuis 2006.
Le tableau ci-dessous présente l'évolution du nombre de logements sur le territoire de la commune, par catégorie, depuis 1968 :
|                        | 1968 | 1975 | 1982 | 1990 | 1999 | 2010 | 2015 | 2021 |
| ---------------------- | ---- | ---- | ---- | ---- | ---- | ---- | ---- | ---- |
| Résidences principales | 49   | 49   | 49   | 47   | 56   | 69   | 72   | 74   |
| Résidences secondaires | 10   | 18   | 26   | 28   | 17   | 17   | 12   | 12   |
| Logements vacants      | 5    | 7    | 6    | 8    | 13   | 8    | 9    | 9    |
| Total                  | 64   | 74   | 81   | 83   | 86   | 94   | 94   | 95   |

## Toponymie
Le nom de la localité est attesté sous les formes Decima de Ripis (vers 1159) ; Rix (1216) ; Rius (vers 1222) ; Riux (1250) ; Rivi (1407).

En toponymie, on reconnait dans le nom de Rieux, la famille des noms Riu, Rius, Rieu, Rieux qui désigne « le ruisseau ou le ru ». Ce toponyme s'explique par le grand nombre de rus traversant la commune.[réf. nécessaire]

## Histoire
Rieux a dépendu du château de Launay-Renault (Verdelot).
Durant la Première Guerre mondiale, Rieux s'est trouvé au cœur de la bataille de Montmirail, les 8 et 9 septembre 1914.

## Politique et administration

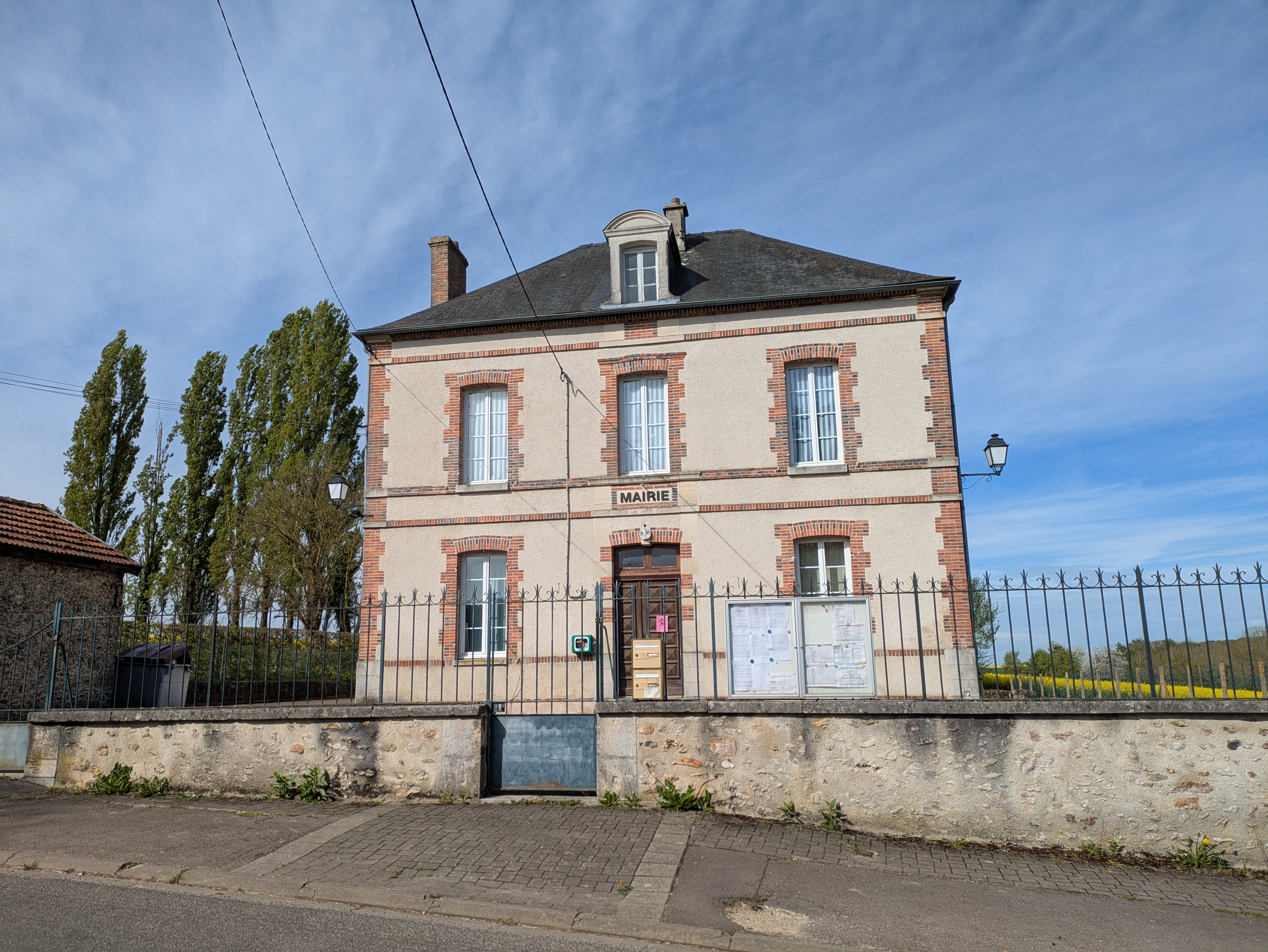
La mairie de Rieux.

| Période                                  | Période                      | Identité       | Étiquette | Qualité |
| ---------------------------------------- | ---------------------------- | -------------- | --------- | ------- |
| Les données manquantes sont à compléter. |                              |                |           |         |
| 1983                                     | 2014                         | Jacques Guérin | UMP       |         |
| 2014                                     | En cours (au 4 juillet 2014) | Laurent Epinat |           |         |

## Équipements et services publics

### Eau et déchets
L'approvisionnement en eau potable et l'assainissement des eaux usées sont des compétences de la communauté de communes de la Brie champenoise. Rieux est alimentée en eau potable par le captage du Pré des Cognots à Morsains. La production et la distribution d'eau potable font l'objet d'une délégation de service public confiée à Suez jusqu'en 2028. Le bourg de Rieux et les hameaux de Fontaine Armée et de Montrobert sont desservis par deux stations d'épuration, celle de Montrobert d'une capacité de 130 équivalent-habitants et celle de la Fontaine Armée d'une capacité de 40 équivalent-habitants. L'assainissement collectif y est assuré en régie par la communauté de communes. Ailleurs sur la commune, l'assainissement est non collectif.
La communauté de communes est également compétente en matière de déchets. La collecte des ordures ménagères résiduelles (en bac) et des déchets recyclables (en sacs translucides jaunes) est réalisée en porte à porte. La communauté de commune adhérant au syndicat de valorisation des ordures ménagères de la Marne (SYVALOM), ces déchets sont amenés au centre de transfert départemental de Sézanne puis valorisés sur le site de La Veuve. La communauté de communes propose des composteurs individuels à tarif réduit pour les biodéchets. La collecte du verre et des textiles se fait en apport volontaire. Pour les autres déchets, l'unique déchèterie de la communauté de communes est située à Montmirail, dans le hameau de Maclaunay. La collecte des déchets et la gestion de la déchèterie sont confiées à des entreprises privées par marchés publics.

### Enseignement
Rieux fait partie de l'académie de Reims.
Les enfants de Rieux sont accueillis dans les écoles de Montmirail : l'école maternelle, installée rue de la Troisième Avenue et fréquentée par 122 élèves, et l'école élémentaire, installée rue du Faubourg de Paris et fréquentée par 255 élèves (chiffres 2024-2025).
Les jeunes de Rieux sont ensuite rattachés au collège de la Brie champenoise à Montmirail et au lycée La Fontaine du Vé de Sézanne.

### Postes et télécommunications
Trois boîtes aux lettres de La Poste se trouvent sur le territoire de la commune : rue de la Haie (Rieux), rue des Dolmens (Montrobert) et rue de la Belle Épine (le Moncet). Le bureau de poste le plus proche est situé à Montmirail, à environ 4 km de Rieux.

### Justice, sécurité et secours
Du point de vue judiciaire, Rieux relève du conseil de prud'hommes d'Épernay, du tribunal de commerce de Reims, du tribunal judiciaire, du tribunal paritaire des baux ruraux et du tribunal pour enfants de Châlons-en-Champagne, dans le ressort de la cour d'appel de Reims. Pour le contentieux administratif, la commune dépend du tribunal administratif de Châlons-en-Champagne et de la cour administrative d'appel de Nancy.
Rieux est située en secteur Gendarmerie nationale et dépend de la brigade de Montmirail.
En matière d'incendie et de secours, le centre d'incendie et de secours le plus proche est celui de Montmirail, dépendant du Service départemental d'incendie et de secours (SDIS) de la Marne.

## Population et société
Les habitants de la commune sont les Rieuxois et les Rieuxoises.

### Démographie
L'évolution du nombre d'habitants est connue à travers les recensements de la population effectués dans la commune depuis 1793. Pour les communes de moins de 10 000 habitants, une enquête de recensement portant sur toute la population est réalisée tous les cinq ans, les populations de référence des années intermédiaires étant quant à elles estimées par interpolation ou extrapolation. Pour la commune, le premier recensement exhaustif entrant dans le cadre du nouveau dispositif a été réalisé en 2004.

En 2022, la commune comptait 194 habitants, en évolution de −3 % par rapport à 2016 (Marne : −1,19 %, France hors Mayotte : +2,11 %).
| 1793 | 1800 | 1806 | 1821 | 1831 | 1836 | 1841 | 1846 | 1851 |
| ---- | ---- | ---- | ---- | ---- | ---- | ---- | ---- | ---- |
| 260  | 245  | 232  | 242  | 257  | 288  | 296  | 301  | 321  |

| 1856 | 1861 | 1866 | 1872 | 1876 | 1881 | 1886 | 1891 | 1896 |
| ---- | ---- | ---- | ---- | ---- | ---- | ---- | ---- | ---- |
| 280  | 303  | 297  | 293  | 284  | 272  | 270  | 243  | 254  |

| 1901 | 1906 | 1911 | 1921 | 1926 | 1931 | 1936 | 1946 | 1954 |
| ---- | ---- | ---- | ---- | ---- | ---- | ---- | ---- | ---- |
| 267  | 263  | 247  | 241  | 236  | 227  | 224  | 191  | 187  |

| 1962 | 1968 | 1975 | 1982 | 1990 | 1999 | 2004 | 2006 | 2009 |
| ---- | ---- | ---- | ---- | ---- | ---- | ---- | ---- | ---- |
| 170  | 168  | 152  | 141  | 137  | 160  | 169  | 166  | 169  |

| 2014 | 2019 | 2022 | - | - | - | - | - | - |
| ---- | ---- | ---- | - | - | - | - | - | - |
| 191  | 195  | 194  | - | - | - | - | - | - |

### Cultes
Pour le culte catholique, Rieux dépend de la paroisse Saint-Vincent-de-Paul - Montmirail, au sein du diocèse de Châlons-en-Champagne.

### Médias
La presse écrite régionale comprend le quotidien L'Union, le bi-hebdomadaire Le Pays briard et l'hebdomadaire L'Hebdo du vendredi.
Parmi les stations de radio locales, il est possible de citer Ici Champagne-Ardenne et Champagne FM.

## Culture locale et patrimoine

### Lieux et monuments

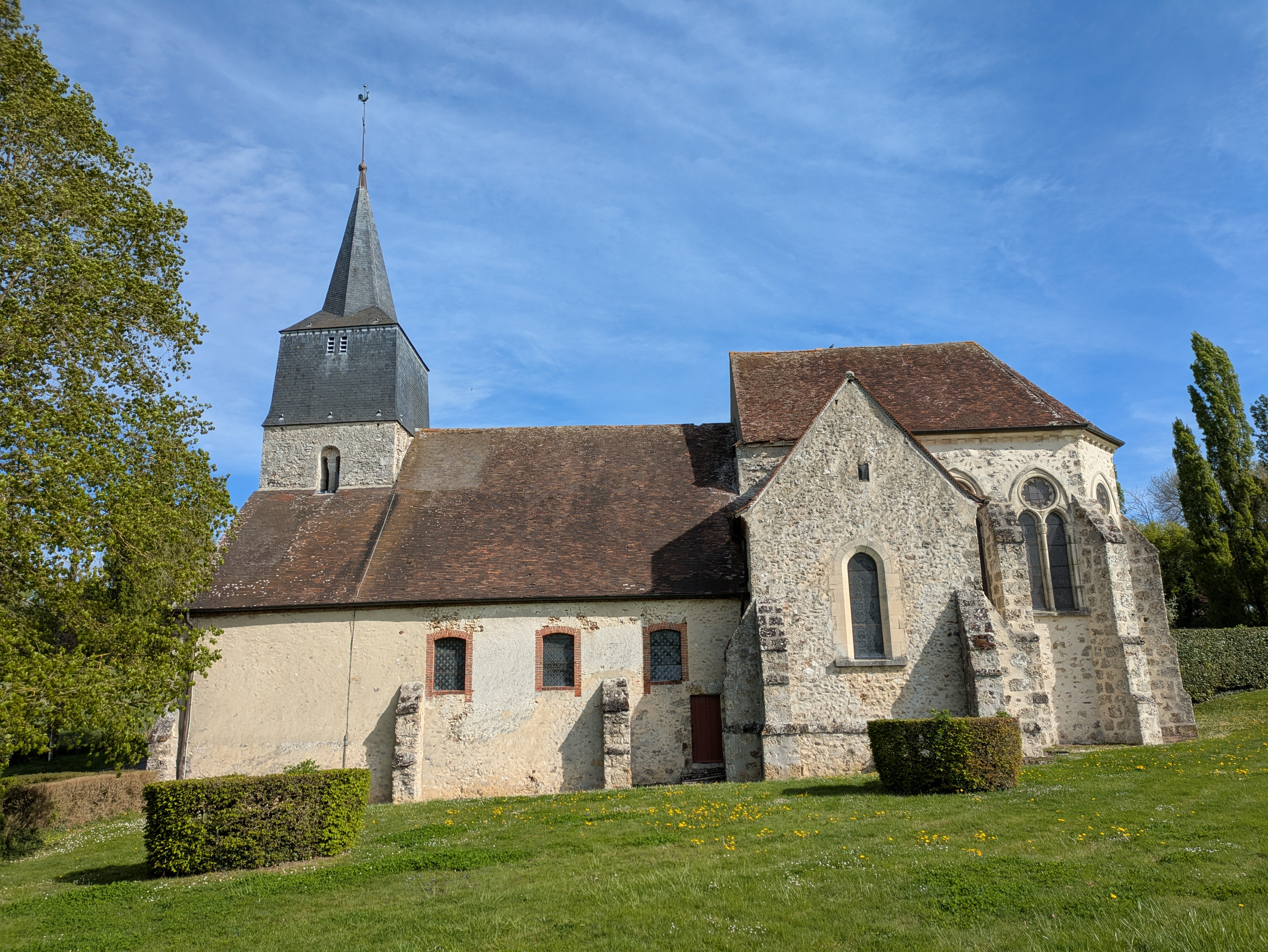
L'église Saint-Laurent de Rieux.

L'église Saint-Laurent de Rieux est classée aux monuments historiques depuis 1862. Sa construction date des premières années du XIIIe siècle (1200 - 1225). D'après le Dictionnaire raisonné de l'architecture française de Viollet-le-Duc, elle constitue un parfait exemple d'architecture gothique champenoise, à cette époque très avancée par rapport à l'architecture de Bourgogne ou d'Île-de-France. Les fenêtres de son abside sont pourvues de meneaux en délit. Elle possède aussi des bancs sculptés datant de la même période.
Rieux possédait aussi un château aujourd'hui détruit, construit en 1777 par M. Des Roys, intendant des domaines du duc d'Orléans, père de Philippe Égalité.

### Personnalités liées à la commune
- Le poète Alphonse de Lamartine a fait de fréquents séjours dans l'ancien château.
- Étienne Jondot (1770 - 1834) auteur du Tableau historique des nations et rédacteur du Journal des débats a vécu au hameau de Mont-Robert.
- Jules François Paré, ministre de l'Intérieur en 1793 a construit sa maison au hameau de Mont-Robert.
- Abbé Charles-Benjamin Poisson, (1809-1885), Souvenir et récit de voyage, Rieux Montmirail (1851).